# Лоренсо, Херардо
Херардо Лоренсо Тортероло (исп. Gerardo Lorenzo Torterolo, 16 марта 1947, Буэнос-Айрес, Аргентина) — аргентинский хоккеист (хоккей на траве), нападающий.

## Биография
Херардо Лоренсо родился 16 марта 1947 года в аргентинском городе Буэнос-Айрес.
Играл в хоккей на траве за «Граль» из Сан-Мартина.
В 1968 году вошёл в состав сборной Аргентины по хоккею на траве на Олимпийских играх в Мехико, занявшей 14-е место. Играл на позиции нападающего, провёл 7 матчей, забил 1 мяч в ворота сборной Франции.
В 1972 году вошёл в состав сборной Аргентины по хоккею на траве на Олимпийских играх в Мехико, занявшей 14-е место. Играл на позиции нападающего, провёл 8 матчей, мячей не забивал.
В 1967 и 1971 годах в составе сборной Аргентины завоевал золотые медали хоккейных турниров Панамериканских игр в Виннипеге и Кали.